# Яцик Віталій Степанович
Віта́лій Степа́нович Я́цик — капітан резерву Збройних сил України, учасник російсько-української війни.
Брав участь у боях на сході України в складі батальйону «Донбас».

## Нагороди
За особисту мужність і героїзм, виявлені у захисті державного суверенітету та територіальної цілісності України, вірність військовій присязі під час російсько-української війни
- нагороджений орденом «За мужність» III ступеня (25.3.2015).